# Hans Jacob Nielsen
Hans Jacob Nielsen (n. 2 septembrie 1899, Næstved, regiunea Sjælland, Danemarca – d. 6 februarie 1967, Aalborg, Danemarca) a fost un boxer ce a reprezentat Danemarca, medaliat olimpic. A participat la 3 ediții ale Jocurilor Olimpice (1920, 1924, 1928) în care a câștigat o medalie de aur.